# Sphagnum andrusii
Sphagnum andrusii là một loài rêu trong họ Sphagnaceae. Loài này được (H.A. Crum) Flatberg mô tả khoa học đầu tiên năm 2005.